# Goldach (Isar)
Die Goldach ist ein rechter Zufluss zur Isar, der nach etwa 36 km langem, erst eher nördlichen, dann eher nordöstlichem Lauf durch die und am Rande der oberbayerischen Landkreise München, Erding und Freising nördlich von Eitting-Gaden in der Hummler Au im Naturschutzgebiet Isarauen von rechts und Südwesten in die Isar mündet.
Am Oberlauf heißt der Bach auf aufeinanderfolgenden Abschnitten  Kleine Goldach, dann Nudelgraben, dann Große Goldach, er mündet nach seinem längsten Goldach-Abschnitt zuletzt als Auengraben Nasenbach.

## Verlauf
Die Goldach entsteht auf etwa 496 m ü. NHN als Entwässerungsgraben an der Nordseite des Mittlere-Isar-Kanals südöstlich von Ismaning, dicht am Lauf des anschließend das Dorf nördlich durchziehenden Seebachs. Aus solchen Gräben entstehen auch weitere spätere Zuflüsse zur Goldach und zum benachbarten Gewässer Dorfen. Der Oberlauf der Goldach dagegen zieht zunächst unmittelbar neben dem Mittleren Isarkanal, dann neben dem diesen links begleitenden Speichersee ungefähr ostnordöstlich. Hier zweigt dem Westrand des BMW-Testgeländes entlang die kurze Kleine Goldach nach links ab, während die Goldach selbst an dessen Südrand zum Speichersee entlang etwas weiterzieht, um dann am Hals der Wendeschleife das Gelände auf kurzer Strecke zu unterqueren. Unmittelbar danach wird das Gewässer geteilt; nach links geht der Nudelgraben ab, der bald nach Zulauf der Kleinen Goldach nach Norden läuft, während die Goldach selbst, nun zunächst Große Goldach genannt, sich nordöstlich vom Speichersee abkehrt. Schon etwas vor dem Ismaninger Goldachhof beginnt dann der Namenslauf der Goldach. In sie münden Schwarzbach und Weißbach von Süden.
In immer nördlicherem Lauf passiert sie das Sendergelände des Bayerischen Rundfunks an dessen Ostrand. Danach läuft ihr mit dem Strampfbach der heute wohl größte Nebenfluss von rechts zu. Daraufhin fließt sie auf der Grenze zwischen den Landkreisen München links und Erding rechts nordwestlich und zweigt am Gut Zengermoos auf etwa 474 m ü. NHN nach rechts den Zengergraben ab, der das Naturschutzgebiet Zengermoos mit entwässert. Bald danach teilt die Goldach, wo sie zum ersten Mal den Landkreis Freising berührt, nach links den Schwaigbach in den neuen Landkreis hinein ab, der in der Folge näher an der Isar nordwärts läuft und als Pförreraugraben schon in Freising in die Isar mündet.
Die Goldach selbst nimmt nach neuem Grenzlauf südlich der Gemeinde Hallbergmoos den Zengergraben wieder auf. Ab hier verläuft die Goldach im Landkreis Freising. Sie durchquert die Ortschaften Goldach und Hallbergmoos und verschwindet nördlich von Hallbergmoos unter der Erde. Hier wird die Sicherheitsfläche der südlichen Start- und Landebahn des Flughafens München unterquert. Sie fließt nun am Flughafengelände entlang nach Norden und unterquert dabei die Bahnstrecke und die Straßenanbindung des Flughafens. Nach einer Wendung nach Osten folgt sie dem nördlichen Rand des Flughafens, bis sie sich nach Nordosten abwendet und das Freisinger Dorf Attaching am südlichen Rand berührt. Hier liegt die Mühle Attaching.  Im weiteren Verlauf erreicht die Goldach das Gemeindegebiet von Marzling. Nach der Unterquerung der A92 fließt in sie das Marzlinger Au genannte Teilstück des Auenwalds der Isar.
In der Aue fließt sie nahe am Fluss nun mehrere Kilometer lang fast östlich in Mäandern, nimmt dabei vor der Durchquerung eines nördlichen Gebietszipfels wiederum des Landkreises Erding einen Entwässerungsgraben vom Flughafen her auf. Dann schlängelt sie sich unter dem Namen Nasenbach weiter durch den hier sehr breiten Auenwald und mündet schließlich nördlich des Eittinger Dorfes Gaden auf dem diesseitigen Gemeindegebiet des mit seinen Siedlungsteilen auf der nördlichen Seite des Flusses gelegenen Langenbach von rechts und auf etwa 426 m ü. NHN in die Isar.

## Historischer Verlauf
In den ursprünglichen Verlauf der Goldach und das System ihr zufließender Bäche wurde durch den Bau des Mittleren Isarkanals im oberen Bereich wie auch durch die künstliche Entwässerung im Bereich des Flughafens München stark eingegriffen.
Auf historischen Karten entsteht die Goldach außer aus einer kurzen Kleinen Goldach auch aus einem langen, von jenseits im Süden des heutigen Mittleren Isarkanals zulaufenden Reierbach. Von der Großen Goldach zweigte schon damals der Nudelgraben ab, anschließend lief gleich von rechts und Süden der Hausergraben aus Richtung Aschheim bzw. Hausen zu, von dem heute nur ein sehr kurzer, Häufergraben (!) genannter Rest im Norden des Speichersees übriggeblieben ist. Etwas weiter östlich floss ihm der Raherbach zu, der im Oberlauf auch Mehbach hieß und in Kirchheim seinen Ursprung hatte. Zwischen heutigem Goldachhof und der Sendeanlage lief ihr damals auch noch der nicht unbeachtliche Seifbach von Süden zu, dessen kürzerer Lauf, Finsinger Moosgraben genannt, heute über den Strampfbach zufließt.
Das Bachsystem entwässerte früher weite Moosflächen in sich oft natürlich schlängelnden Läufen, von denen heute fast nur schnurgerade Grabenläufe geblieben sind, die eine überwiegend landwirtschaftlich genutzte Landschaft durchziehen; auch der erwähnte Flughafen beansprucht heute große Flächen.

## Galerie

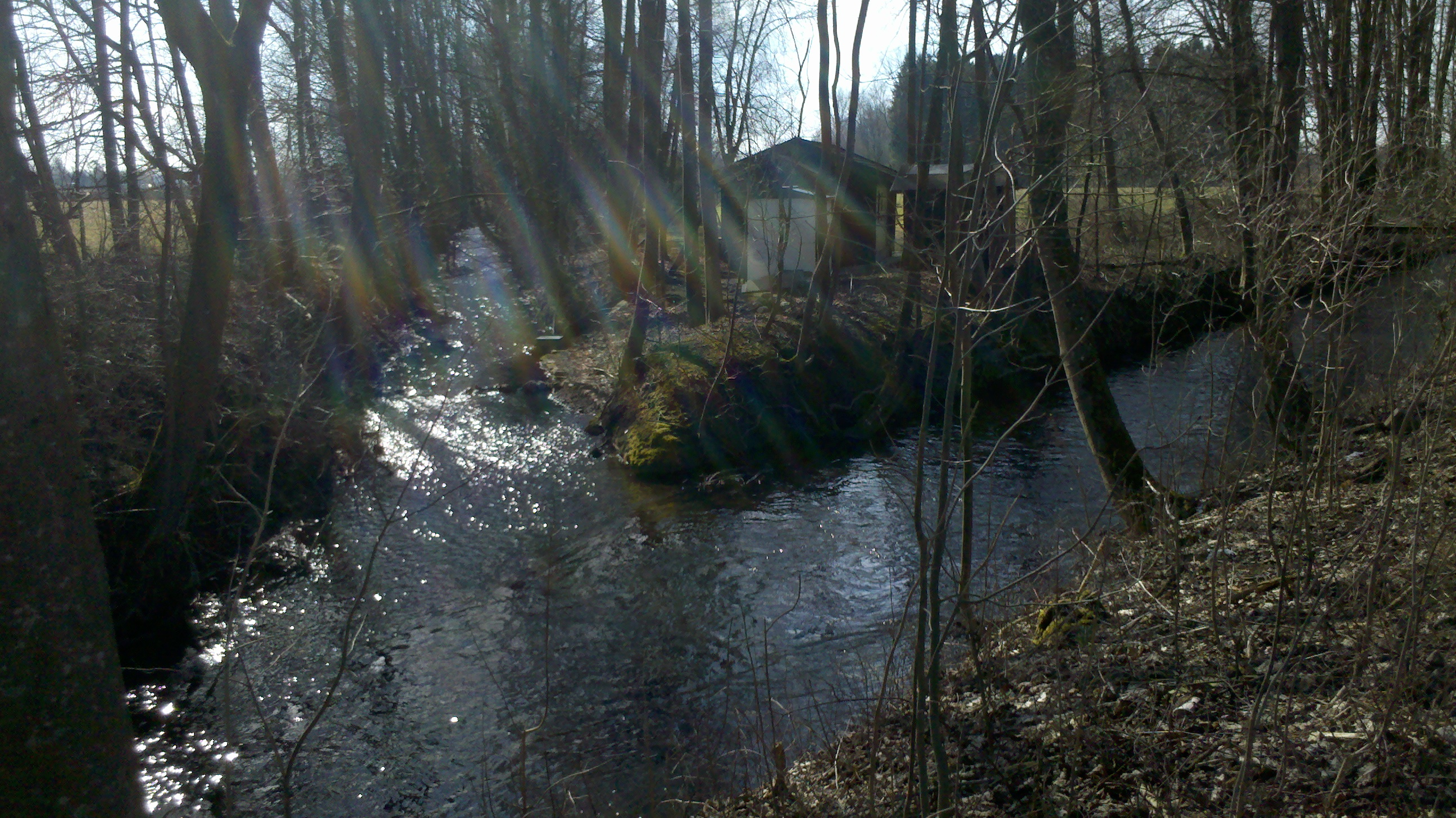
Mündung des Weißbachs (links) in die Goldach (rechts)
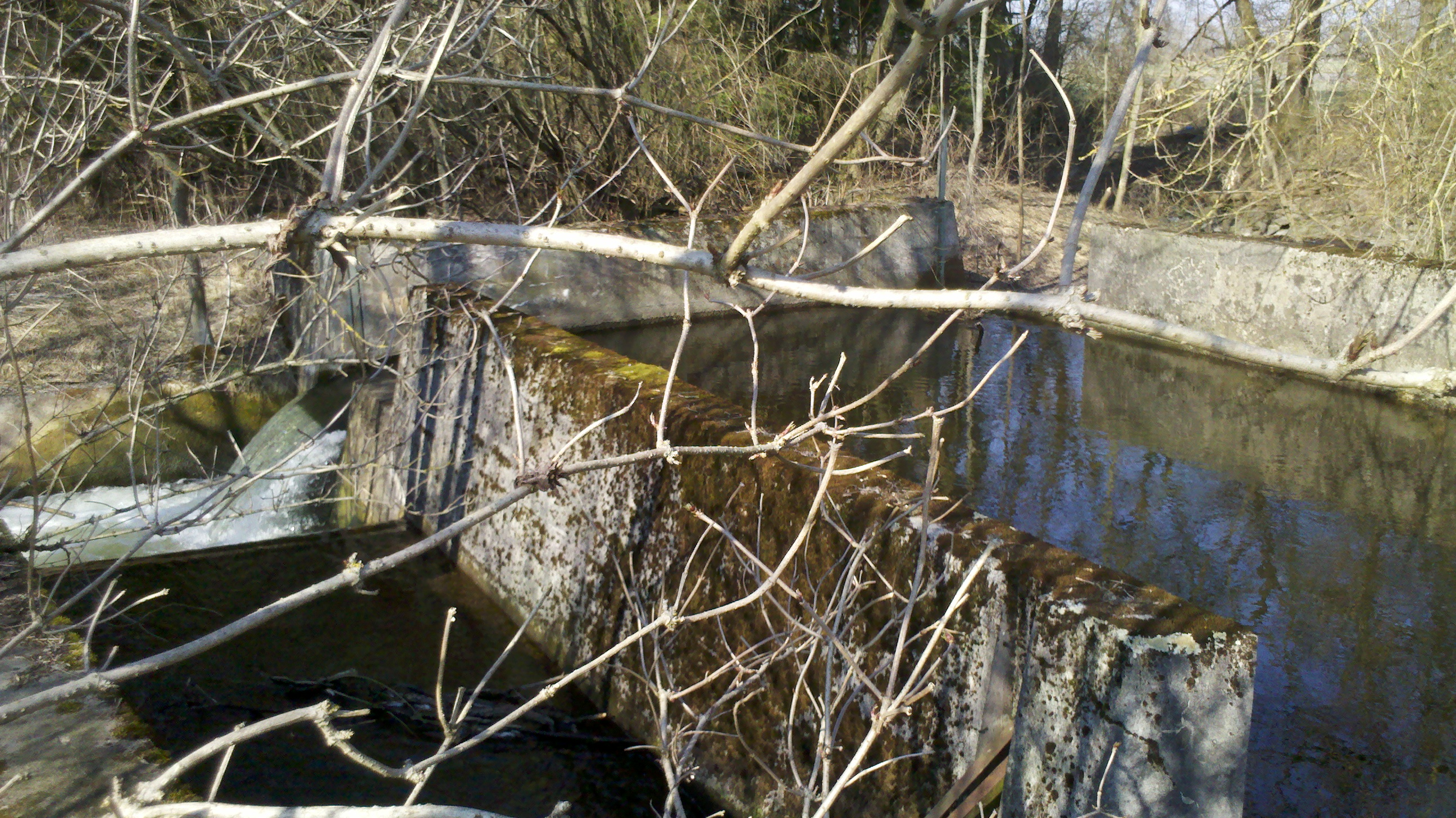
Ursprung des Schwaigbachs (links) aus Ableitung aus der Goldach (rechts)
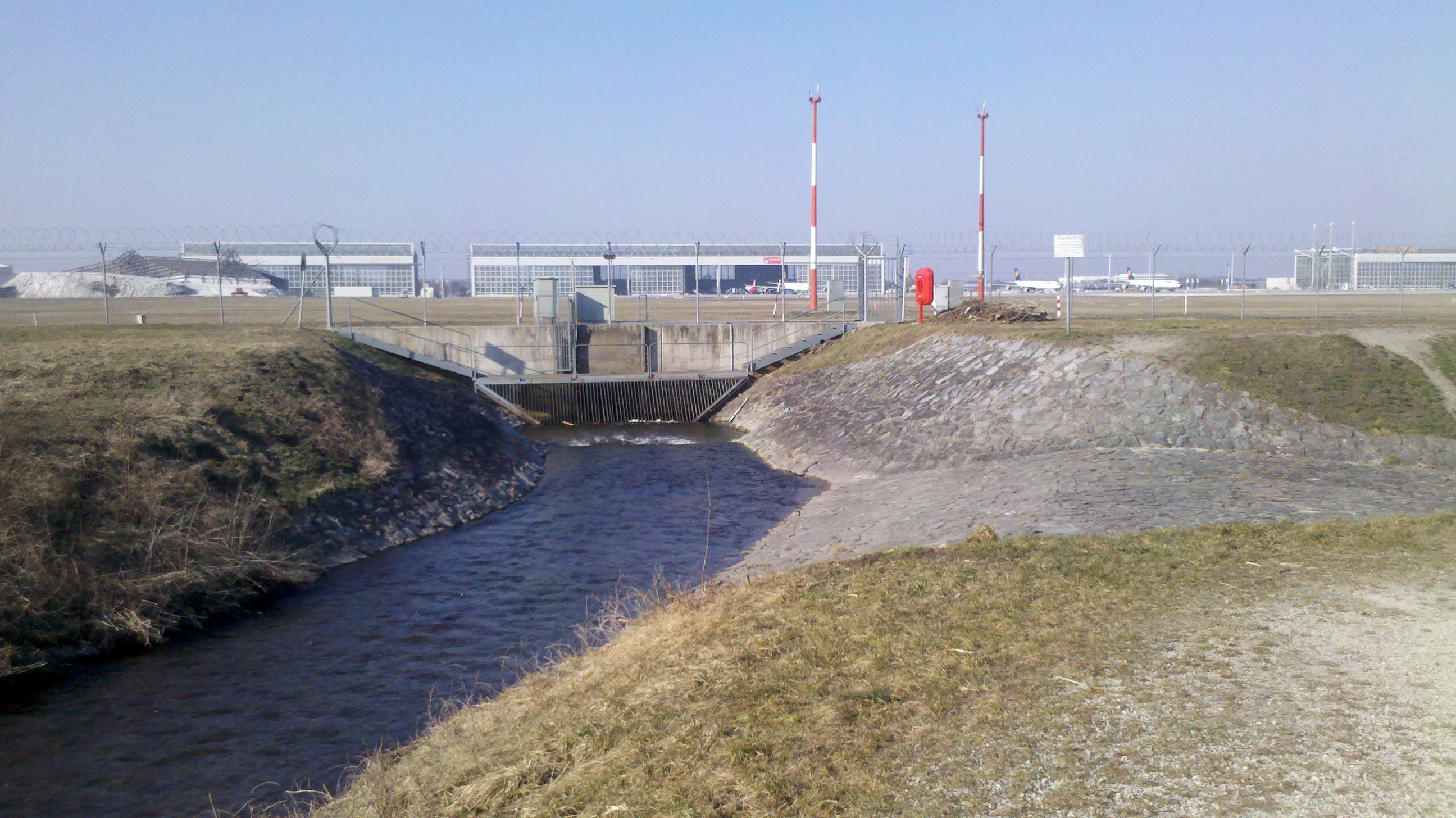
Ludwigskanal (Goldach) am Eintritt zur Unterquerung des Flughafens München